# Бородино (посёлок, Можайский городской округ)
Бородино́ — посёлок в Можайском районе Московской области 8 км западнее Можайска, входит в состав сельского поселения Бородинское. В посёлке расположена железнодорожная станция Бородино.
К северу от посёлка расположено Бородинское поле и «Государственный Бородинский военно-исторический музей-заповедник».

## Транспорт

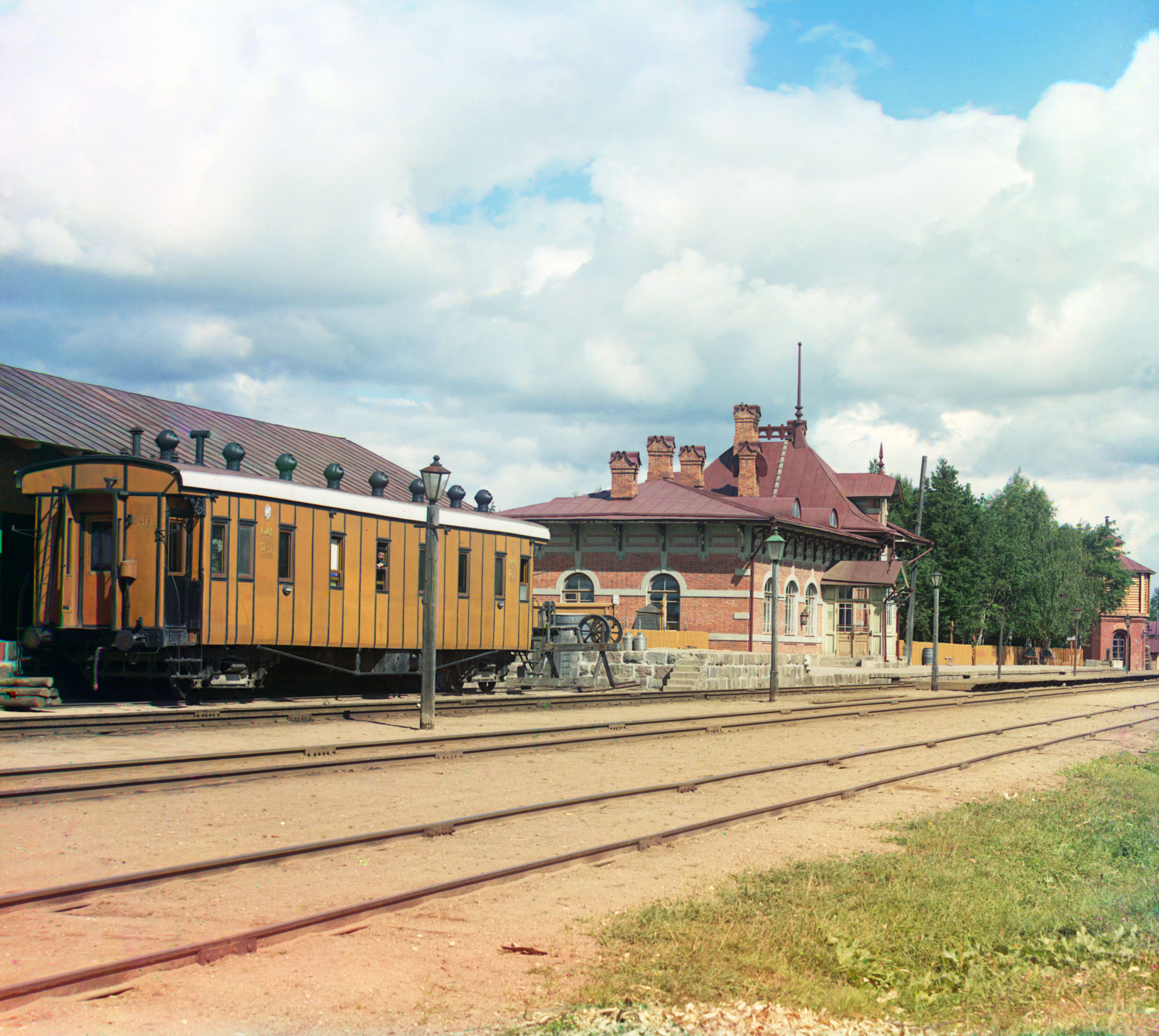
Ж/д ст. Бородино. Фото С. М. Прокудина-Горского. 1911 год.

В посёлке расположена железнодорожная станция Бородино Смоленского направления МЖД (11 пар пригородных электропоездов в сутки до Вязьмы, Гагарина и Бородина).
Посёлок расположен на автомобильной дороге, соединяющей Минское и Можайское шоссе (Артёмки — деревня Бородино); в посёлке — железнодорожный переезд.